# Eupithecia kuldschaensis
Eupithecia kuldschaensis är en fjärilsart som beskrevs av Otto Staudinger 1892. Eupithecia kuldschaensis ingår i släktet Eupithecia och familjen mätare. Inga underarter finns listade i Catalogue of Life.